# Лукреція Торнабуоні
Торнабуоні Лукреція де Медічі (італ. Lucrezia Tornabuoni de' Medici; 22 червня 1427 — 28 березня 1482) — італійська поетеса епохи Відродження, патронеса мистецтв і благодійниця. Дружина П'єро ді Медічі та мати Лоренцо Медічі.

## Біографія

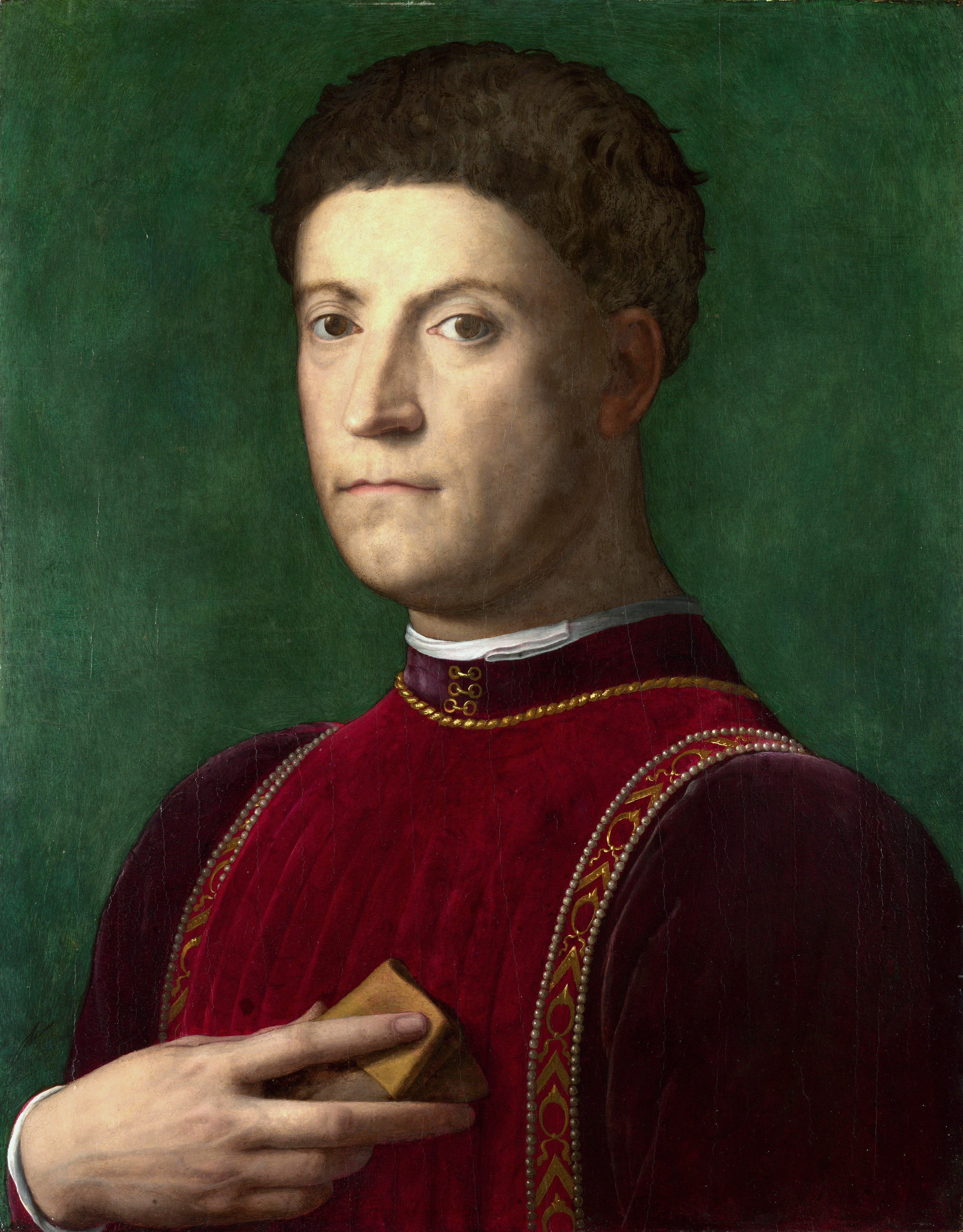
П'єро I Подагрик, чоловік Лукреції. Портрет пензля Бронзіно

Торнабуоні Лукреція народилася 22 червня 1427 року в місті Флоренція. Дочка флореентійського торговця та дипломата Франческо Торнабуоні. В 1444 році 19-річна Лукреція була видана заміж за сина Козімо ді Медічі старшого — П'єро I на прізвисько Подагрик (італ. il Gotozzo, 1416—1469), освічену і розумну людину, який був на 9 років старший за неї. Рід Торнабуоні був серед тих сімей, які сприяли поверненню Медічі у Флоренцію після вигнання, і цей шлюб сприяв зміцненню союзу між двома родинами. До цього видати свою дочку Гваральду за П'єтро хотів Франческо да Баттіфолле, але після відмови він розірвав відносини з Флоренцією.
Також вона виховувала Марію, бастарда свого чоловіка. Всі діти отримали прекрасну освіту, вивчали філософію, класичну літературу, політику та ін., маючи чудову освіту, вона також займалася освітою своїх дітей.

Джуліано Медічі, другий син Лукреції. Портрет пензля Боттічеллі

Завдяки її прямим зусиллям був укладений шлюб між Лоренцо і Кларіче Орсіні — союз між двома родами, який виявиться особливо цінним в майбутньому. Щоб познайомитися з нареченою, в 1467 році вона вирушила до Рима. Озираючись на історію династії Медічі, історики вказують, що саме матримоніальна політика Лукреції виявилася однією з найважливіших дій в сімейній історії, в довгостроковій перспективі сприяла кар'єрі деяких Медічі у Ватикані і забезпечила багатство і престиж сім'ї на кілька століть. Вона дбала про управління майном сім'ї, налагодження громадських і дипломатичних зв'язків і багато в чому сприяла зростанню авторитету Медічі.
Чоловік доручив їй розподіляти милостиню серед нужденних, крім того, до цих коштів вона додала свої доходи від торгівлі землею, фінансування купців і ремісників тощо. Її діяльність була ще одним внеском у зростання популярності Медічі в народі, що було важливим чинником у долі сім'ї. В одному зі своїх листів Лукреція писала, що те, що добре для Флоренції і Тоскани — добре для Медічі.
Лукреція не була красунею: вона була короткозорою, мала ніс «качечкою» і не відчувала запахів. Ці якості у неї успадкував син Лоренцо. Вона не мала міцного здоров'я, і її організм потребував постійного медичного нагляду, задля відновлення сил вона проводила багато часу за містом, в маєтках і на курорті з сірчаними джерелами Морбе, який вона викупила й облаштувала.
Вона померла через кілька років після невдалої змови Пацці проти її сина Лоренцо, в якому все ж загинув її син Джуліано. Після її смерті Лоренцо написав 27 листів різним правителям з повідомленням про втрату, що спіткала його. «Я відчуваю страшне горе, — писав він, — втратив я не просто матір, а єдиний прихисток від негараздів і натхненницю всіх моїх починань». Похована поруч зі своїм чоловіком в Сан-Лоренцо.

## Творчість

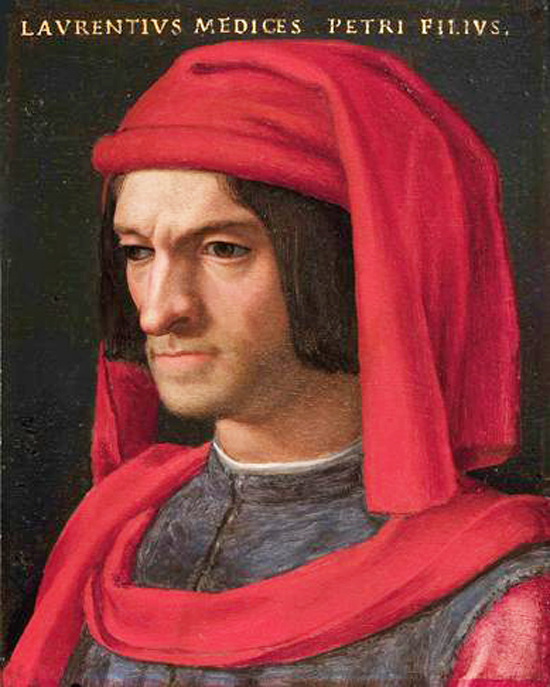
Лоренцо чудовий, старший син Лукреції. Портрет пензля Бронзіно

Лукреція писала сонети, дати написання яких невідомі в 1478 році Анджело Поліціано пише, що читав її «laudi, sonneti i trinari». Припускають, що вона почала писати на релігійні теми приблизно після смерті її чоловіка в 1469 році.
Збереглося 5 її поем на біблійні теми октавами і терцинами (Storie Sacri, про Івана Хрестителя, Юдіфі, Естері, Сусанні і Товії), 8 laudi (священні гімни на популярну музику) і 1 canzone. Зберігся її єдиний сонет, він був частиною поетичного діалогу-обміну сонетами між нею і поетом Бернардо Беллінчіоні. Принаймні, два laudi були опубліковані до її смерті, п'ять Storie Sacri близько 1482 року.
Була в дружбі з такими гуманістами, як Луїджі Пульчі і Анджело Поліціано. На її замовлення Пульчі пише найзнаменитішу свою поему «Моргант». Філіппо Ліппі вона замовила для обителі ченців-камальдульців «Поклоніння немовляті Христу», написане близько 1463 року.
Збереглося кілька листів, написаних Лукрецією під час її перебування в Римі. У них видно її господарський менталітет, коли мова заходить про пошук нареченої для Лоренцо. Вона описує майбутній невістці Кларичі всі сильні і слабкі сторони свого сина, ніби при укладенні торгового договору. Своєму чоловікові 23 березня 1467 року вона пише з Риму про Кларіче Орсіні: «Вона не блондинка, тому що блондинок тут немає: волосся її віддають в рудий колір і густі. Обличчя швидше кругле, але мені подобається. Шия досить гнучка, але як ніби тонковата. Груди нам не вдалося розглянути, тому що вони ходять тут затягнуті (turate), але, мабуть, хороша. Рука довга і тонка»..
З її листування всього дійшло 49 листів, написаних в 1446—1478 роках. У них описується повсякденне життя і свята у Флоренції, інформація про життя флорентійських жінок, які користуються певною свободою.

## Сім'я і діти
П'єро був інвалідом, приреченим на постійне перебування в чотирьох стінах, звідки міг відправитися в дорогу тільки на ношах. У Лукреції і П'єро народилося сім дітей:
- Б'янка (1445—1505), дружина Гульєлмо Пацці
- Лукреція (1448—1493), Бернардо Руселлаї
- Лоренцо (1449—1492), чоловік Кларіче Орсіні (донька Джакомо Орсіні, сеньйора Монтеротондо й Браччіано)
- Джуліано (1453—1478)
- Марія (1455—1479), дружина Леонетто Россі
- немовля чоловічої статі
- немовля чоловічої статі

## В культурі
- Портрет, що атрибутується пензлем Гірландайо
- Зображена в числі дружин в капелі Торнабуоні:
- «Народження і наречення Іоанна Предтечі і Хрестителя» — літня гостя з білим покривалом на голові. До часу створення фрески пройшов рік з дня її смерті.
- Імовірно послужила моделлю для «Мадонни Магніфікат» Боттічеллі
- Генрієта фон Біссінг написала в 1846 році історичний роман про її життя, названий «Лукреція Торнабуоні».